# ボルゴフランコ・スル・ポー
ボルゴフランコ・スル・ポー（伊: Borgofranco sul Po）は、イタリア共和国ロンバルディア州マントヴァ県ボルゴカルボナーラに属する分離集落（フラツィオーネ）。
かつては独立したコムーネであったが、2019年1月30日にカルボナーラ・ディ・ポーと合併して新自治体の一部となった。

## 地理

### 位置・広がり

#### 隣接コムーネ
コムーネとしてのボルゴフランコ・スル・ポーは、以下のコムーネと隣接していた。括弧内のROはロヴィーゴ県所属を示す。
- ベルガンティーノ (RO)
- カルボナーラ・ディ・ポー
- マニャカヴァッロ
- メラーラ (RO)
- オスティーリア
- ボルゴ・マントヴァーノ

### 気候分類
気候分類では、zona E, 2355 GGに分類される。